# Hifikepunye Pohamba
Hifikepunye Lucas Pohamba (Okanghudi, 18 agosto 1935) è un politico namibiano, secondo Presidente della Namibia indipendente, in carica dal 2005 al 2015 dopo la vittoria alle elezioni presidenziali del 2004 e a quelle del 2009.